# Kreuzigerův kříž
Kreuzigerův kříž (uváděn též jako Kreuzingerův) je litinový kříž na kamenném podstavci z roku 1784 stojící asi dva kilometry východně od vsi Horní Dobrouč v okrese Ústí nad Orlicí v Pardubickém kraji v nadmořské výšce 486 metrů na křižovatce starých dálkových cest spojujících Kladsko s Prahou a Vídní. Kříž postavil v roce 1784 majitel hornodobroučské rychty Theodor Kreuziger na místě, kde se zesnulí občané z Dolní Dobrouče symbolicky loučili se svou obcí při své poslední cestě na hřbitov v Dolní Čermné.
Kříž je vyroben z litiny. Podstavec, na němž je reliéf Panny Marie Bolestné, je vyroben z jemnozrnného pískovce. Okolo Kreuzigerova kříže vede žlutá turistická značka z Horní Dobrouče do Dolní Čermné. V sousedství stojí rozcestník U Kreuzingerova kříže a stejné označení nese i pomístní jméno.